# Stare Kaliszany
Stare Kaliszany – wieś w Polsce położona w województwie lubelskim, w powiecie opolskim, w gminie Józefów nad Wisłą. Leży na prawym brzegu Wisły przy drodze DW 825. Naprzeciwko Kaliszan po drugiej stronie Wisły wpada do niej Kamienna.
W latach 1975–1998 miejscowość administracyjnie należała do ówczesnego województwa lubelskiego.
Wieś wraz z Łopocznem tworzy sołectwo w gminie Józefów nad Wisłą. Według Narodowego Spisu Powszechnego z roku 2011 wieś liczyła 97 mieszkańców.

## Historia
Kaliszany Stare wieś w gminie Józefów, województwa lubelskiego. Wieś notowana od początku XV w. W 1409 r. zapisano ją wówczas „Kalyszany”. W XV wieku należały do parafii Piotrawin. W 1529 r. w zapisano je „Calischani” (Liber Retaxationum 462), w 1531 r. „Calissany”. W 1626 r. odnotowano Kaliszany w parafii Rybitwy, chociaż pięćdziesiąt lat później w 1674 r. występują w rejestrze pogłównego w parafii Piotrawin. Podobnie pisano nazwę w XVIII i XIX w. W 1899 r. odnotowano dwie wsie Kaliszany Stare i Nowe. Podobnie w 1905 roku (Spravočnaja knižka Liublinskoj guberni... po rasporjaženiju Gubernskogo Načalstva, Lublin 1905. s.445). Spis powszechny z 1921 roku Kaliszany Stare leżą w gminie Kamień Kaliszany były także dwie kolonie: Kaliszany i Kaliszany-Choiny. Jako Kaliszany Stare występują w spisie z roku 1967.